# Bakcsar
Bakcsar (oroszul: Бакчар) falu Oroszország Tomszki területén, Nyugat-Szibériában, a Bakcsari járás székhelye.
Népessége: 6128 fő (a 2010. évi népszámláláskor).

## Elhelyezkedése
A Tomszki terület déli részén, Tomszk területi székhelytől 223 km-re északnyugatra, az azonos nevű Bakcsar folyó kisebb mellékfolyója (Galka) partján helyezkedik el.

## Története
1918-ban az európai országrészből orosz telepesek érkeztek és választottak maguknak földterületet a Galka folyó partján. A mai falu területén egy Szelivanov nevű család telepedett le, és a települést Szelivanovkának nevezték el.
A szovjet korszakban, az ún. „kuláktalanítás” kezdetekor a mai járás területét is száműzetések helyszínéül jelölték ki. Az áttelepített családok egymás közelében létesített kistelepüléseiből alakultak meg az első kolhozok (kollektív gazdaságok). Ugyanekkor, 1931-ben kapta mai nevét és vált helyi központtá a falu, 1936 elején pedig a megalakított járás székhely lett.
A falunak több élelmiszerfeldolgozó üzeme van, és itt működik az északi területek kertészeti kísérleti központja (alapítva mint zöldség-gyümölcs gazdaság 1934-ben).